# ძ
Dzili (asomtavruli Ⴛ, nuskhuri ⴛ, mkhedruli ძ) es la 31ª letra del alfabeto georgiano.
En el sistema de numeración georgiano tiene un valor de 3000.
Dzili representa comúnmente la africada alveolar sonora /dz/ como la pronunciación de ⟨ds⟩ en "adscrito".

## Letra
| asomtavruli | nuskhuri | mkhedruli |
| ----------- | -------- | --------- |
|             |          |           |

## Codificación digital
| asomtavruli | nuskhuri | mkhedruli |
| ----------- | -------- | --------- |
| U + 10BB    | U + 2D1B | U + 10EB  |

## Braille
| mkhedruli |
| --------- |
|           |